# Barbara Loden
Pour les articles homonymes, voir Loden.
Barbara Loden est une actrice et réalisatrice américaine, née le 8 juillet 1932 à Marion (Caroline du Nord, États-Unis) et morte le 5 septembre 1980 à East Harlem, New York (États-Unis).

## Biographie
Barbara Loden épouse le réalisateur Elia Kazan en 1968. Celui-ci lui a offert son premier rôle au cinéma dans Le Fleuve sauvage (Wild River) (1960) et devient ensuite son mentor avant d'être son mari. 
Elle réalise un unique long métrage, Wanda, sorti en 1970.
Elle meurt emportée par un cancer du sein métastasé, sans avoir trouvé les fonds pour un autre projet.

### Hommage
En 2012, la romancière Nathalie Léger lui consacre un roman intitulé Supplément à la vie de Barbara Loden qui remporte le prix du Livre Inter 2012.
En 2013, Marie Rémond crée la pièce Vers Wanda au théâtre national de La Colline.

## Filmographie

### Actrice

#### Cinéma
- 1960 : Le Fleuve sauvage (Wild River) d'Elia Kazan : Betty Jackson
- 1961 : La Fièvre dans le sang (Splendor in the Grass) d'Elia Kazan : Ginny Stamper
- 1970 : Wanda de elle-même : Wanda
- 1975 : The Frontier Experience (court métrage) de elle-même : Delilah Fowler

#### Télévision

##### Séries télévisées
- 1956 : The Ernie Kovacs Show (en) : Regular
- 1957 : Studio One : Darlene (saison 9, épisode 19)
- 1962 : Alcoa Premiere (en) : Betty Johnson (saison 1, épisode 27)
- 1962 : Naked City : Penny Sonners (saison 4, épisode 8)

##### Téléfilms
- 1966 : The Glass Menagerie (en) de Michael Elliott : sa fille
- 1973 : Fade In (en) de Jud Taylor : Jean

### Productrice
- 1975 : The Boy Who Liked Deer (court métrage) de elle-même
- 1975 : The Frontier Experience (court métrage) de elle-même

### Réalisatrice
- 1970 : Wanda
- 1975 : The Boy Who Liked Deer (court métrage)
- 1975 : The Frontier Experience (court métrage)

### Scénariste
- 1970 : Wanda de elle-même